# Le Mesnil-Germain

Le Mesnil-Germain este o comună în departamentul Calvados, Franța. În 1 ianuarie 2018 avea o populație de 262 de locuitori.